# Чонгар (зупинний пункт)
Чонгар — пасажирський залізничний зупинний пункт Запорізької дирекції Придніпровської залізниці на електрифікованій лінії Федорівка — Джанкой між зупинним пунктом Платформа 1334 км (2,2 км) та станцією Сиваш (6 км). Розташований в селі Залізничне Генічеського району Херсонської області. На схід від зупинного пункту пролягає автошлях міжнародного значення М18E105 (Харків — Сімферополь).

## Пасажирське сполучення
До російського вторгнення в Україну (з 2022) на зупинному пункті Чонгар зупинялися приміські електропоїзди сполученням Запоріжжя — Новоолексіївка — Сиваш.

## Галерея

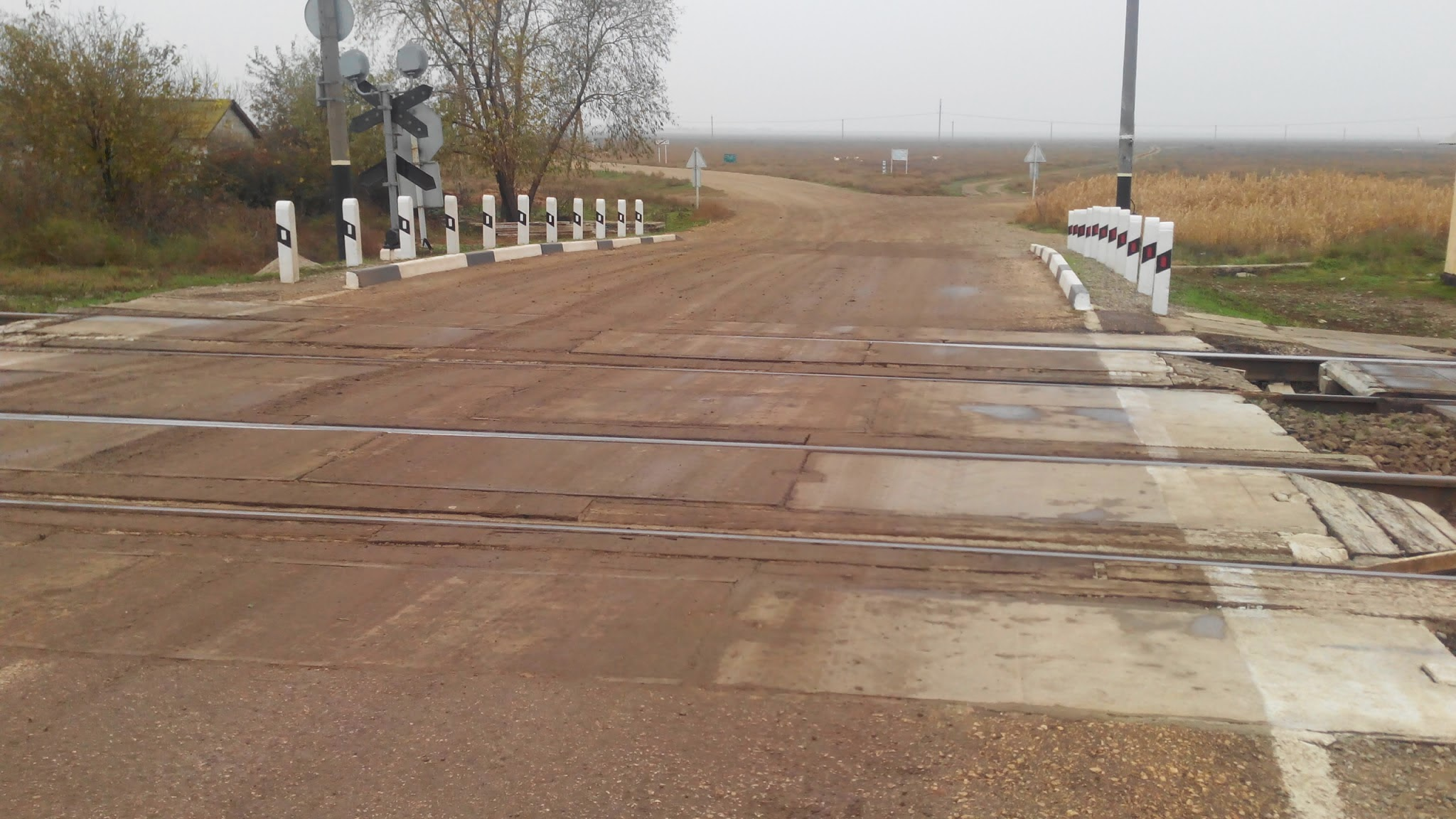
Залізничний переїзд в селі Залізничне
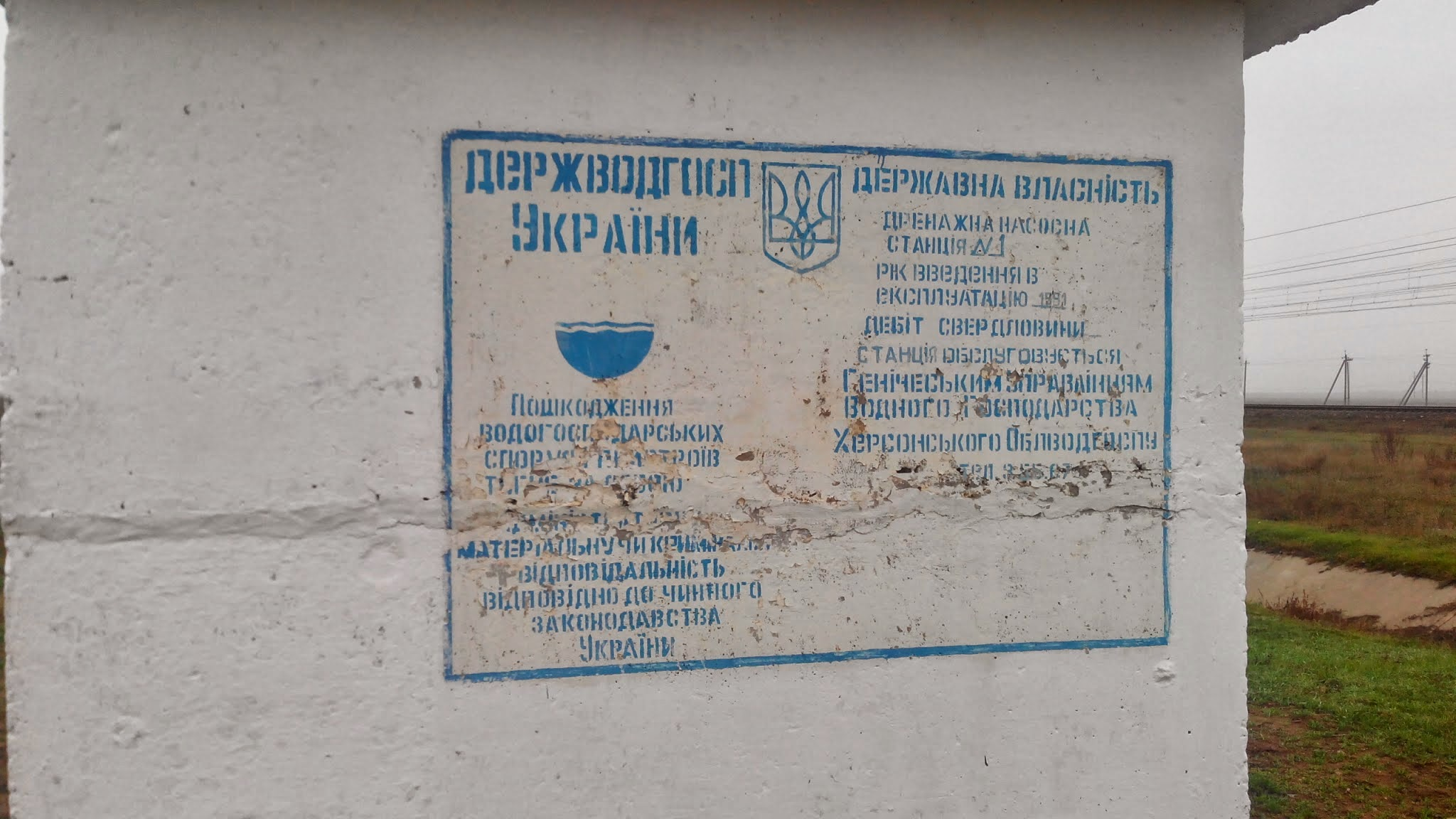
Зрошувальний канал біля залізниці
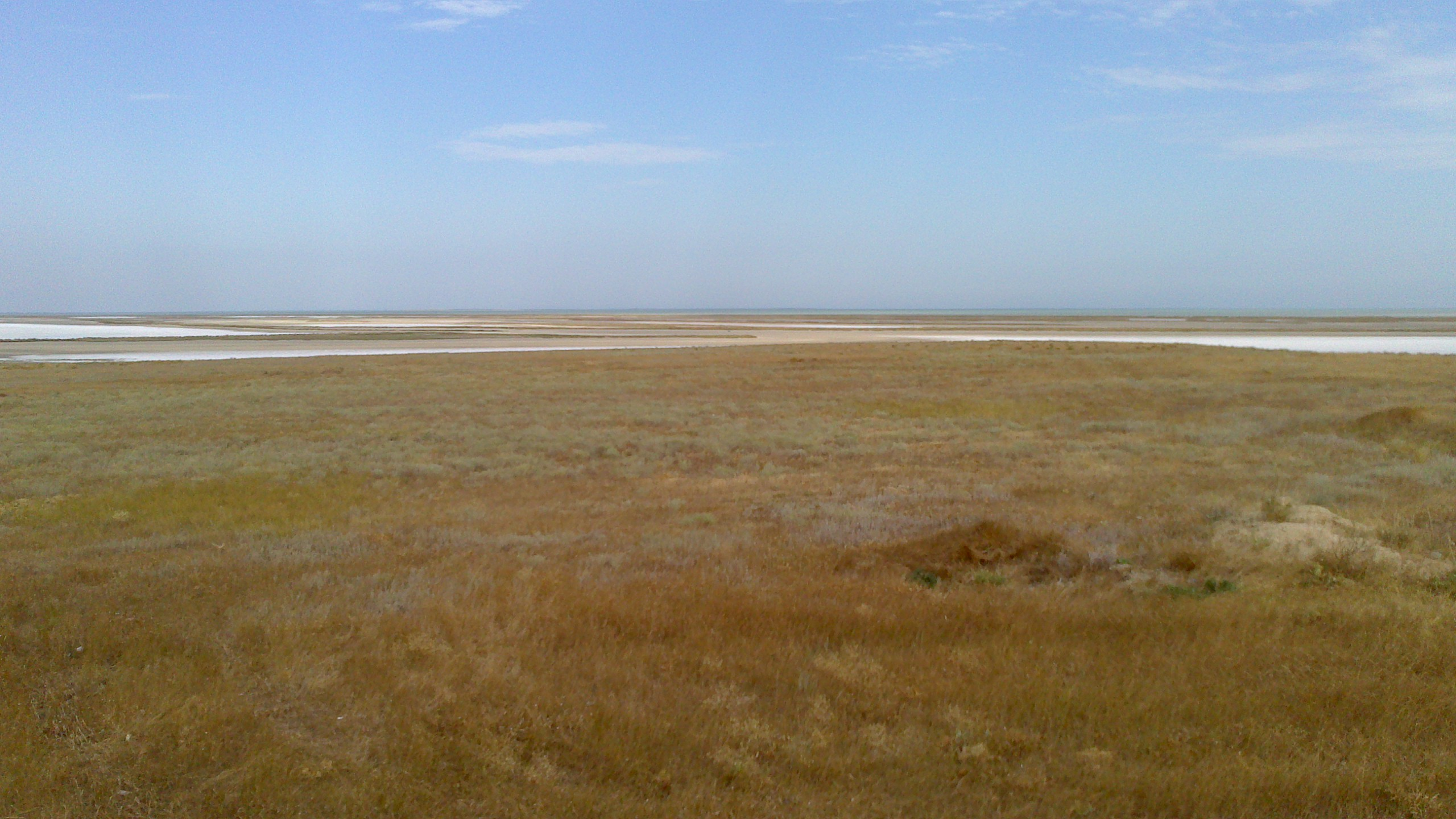
Сиваш поблизу зупинного пункту